# Die Hölle von Henri-Georges Clouzot
Die Hölle von Henri-Georges Clouzot (Originaltitel: L’enfer d’Henri-Georges Clouzot) ist ein französischer Dokumentarfilm von Serge Bromberg und Ruxandra Medrea aus dem Jahr 2009.
Anhand von Archiv- und Testaufnahmen sowie Interviews mit Mitgliedern des Produktionsstabs durchleuchtet er die Entstehung und das schlussendliche Scheitern des Filmprojekts L’Enfer (1964) von Regisseur Henri-Georges Clouzot.

## Handlung
1964 scheiterte Henri-Georges Clouzots ehrgeiziges Filmprojekt L’Enfer, nachdem erst der Hauptdarsteller vieler bereits gedrehter Szenen, Serge Reggiani, ersetzt werden musste und kurz darauf Clouzot einen Herzinfarkt erlitt. Zu diesem Zeitpunkt hatte Clouzot, bekannt für seinen Perfektionismus und auch in dem Ruf stehend, „schwierig“ zu sein, den Drehplan bereits erheblich überschritten.
45 Jahre später präsentierten Serge Bromberg und Ruxandra Medrea eine Dokumentation, die (neben den bereits gedrehten Szenen sowie Tests für Farbeffekte und visuelle Effekte) Interviews mit Mitgliedern des Produktionsstabs und nachgestellte Schlüsselszenen enthält.

## Hintergrund
Das Projekt nahm seinen Anfang, als Serge Bromberg in einem fest steckenden Aufzug Inès de Gonzalez, Clouzots zweiter Frau, begegnete. Im Gespräch stellte sich heraus, dass Clouzot bis an sein Lebensende zutiefst bedauert habe, den Film, den er als sein „absolutes Meisterwerk“ vorgesehen hatte, nicht fertigstellen zu können, dass aber viel Material erhalten war.
Der Film wurde unter der Regie von Bromberg und Ruxandra Medrea gleichsam rekonstruiert. Clouzots Archivmaterial, das aus 185 Spulen mit rund 15 Stunden Laufzeit bestand, wurde aufgearbeitet. Interviews mit neun Mitgliedern des Teams von 1964, darunter Darstellerin Catherine Allégret, Regieassistent Costa-Gavras, Kameraassistent William Lubtchansky und der kinetische Künstler Joël Stein, wurden ergänzend eingefügt, ebenso die präzisen Produktionsnotizen Clouzots sowie Testaufnahmen. Außerdem wurden mit Bérénice Bejo und Jacques Gamblin (in den Rollen von Romy Schneider und Serge Reggiani) fehlende Schlüsselszenen nachgestellt.
Als Hommage an den Regisseur und die Hauptdarsteller lief der Film am 19. Mai 2009 außer Konkurrenz auf den Internationalen Filmfestspielen von Cannes, später auf dem Toronto International Film Festival sowie auf den Festivals in New York, Vancouver und London. Von der Kritik wurde der Film begeistert aufgenommen. Er gewann unter anderem den César in der Kategorie Bester Dokumentarfilm und einen Sonderpreis („Legacy of Cinema Award“) der Los Angeles Film Critics Association.
In Deutschland erschien Die Hölle von Henri-Georges Clouzot 2010 auf DVD, 2011 wurde der Film erstmals im Fernsehen ausgestrahlt.

## Kritik
„Mit Hilfe des seinerzeit gedrehten Materials, das einen spannenden Eindruck von Clouzots ‚entfesselter‘ Bildsprache gibt, kritisch-distanzierter Interviews sowie einiger nachgestellter Szenen vermittelt sich ein intensiver Eindruck von der visuellen und erzählerischen Kraft, aber auch der ästhetischen Radikalität des unvollendeten Werks. Zugleich wird deutlich, welch selbstausbeuterischer Kraftakt die Dreharbeiten für alle Beteiligten waren. Besonders beeindruckend: Romy Schneider, die sich dem Stoff und der Kamera vollkommen hingab.“

## Auszeichnungen (Auswahl)
- 2010: César für den Besten Dokumentarfilm
- 2010: „Legacy of Cinema Award“ der Los Angeles Film Critics Association an Serge Bromberg